# Peggy Montgomery
Peggy Montgomery (1904-1989) fue una actriz estadounidense, quien trabajó durante la era de cine mudo. Principalmente interpretaba varios papeles en películas de origen wéstern.

## Filmografía
- The Dangerous Dub (1926)
- Looking for Trouble (1926)
- Prisoners of the Storm (1926)
- Forest Havoc (1926)
- Two-Gun of the Tumbleweed (1927)
- The Desert of the Lost (1927)
- Sensation Seekers (1927)
- The Sonora Kid (1927)
- Splitting the Breeze (1927)
- Hoof Marks (1927)
- Saddle Mates (1928)
- Arizona Days (1928)
- Silent Trail (1928)
- West of Santa Fe (1928)
- On the Divide (1928)
- Fighters of the Saddle (1929)
- Wyoming Tornado (1929)
- Bad Men's Money (1929)